# Giuseppe Cosenza
Giuseppe Cosenza (Nápoles, 20 de fevereiro de 1788 - Cápua, 30 de março de 1863) foi um cardeal do século XIX.

## Biografia
Nasceu em Nápoles em 20 de fevereiro de 1788; batizado no mesmo dia. De família nobre. Recebeu o sacramento da confirmação em 22 de dezembro de 1807. Primo do cardeal Francesco Saverio Apuzzo (1877). Tio de Gennaro Cosenza (1852-1930), arcebispo de Cápua.
Estudou na Universidade de Nápoles, onde obteve o doutorado em teologia. Foi ordenado em 14 de março de 1812. Na arquidiocese de Nápoles, protetor do Seminário Urbano; professor de teologia dogmática e hebraico; liceu arquiepiscopal; examinador ordinário; examinador prossinodal.
Eleito bispo de Andria em 2 de julho de 1832. Consagrado em 8 de julho seguinte, na igreja de Santa Maria in Vallicella, pelo cardeal Giovanni Francesco Falzacappa, auxiliado por Luigi Bottiglia, arcebispo titular de Perge, e por Giovanni Niccolò Tanari, Arcebispo Titular de Nicósia. Promovido à sé metropolitana de Cápua, em 30 de setembro de 1850.
Criado cardeal-presbítero no consistório de 30 de setembro de 1850; recebeu gorro vermelho e título de S. Maria na Traspontina, em 3 de outubro de 1850.
Morreu em Cápua em 30 de março de 1863. Exposto na catedral metropolitana de Cápua e enterrado no cemitério da cidade. Em 30 de julho de 1913, seus restos mortais foram exumados, juntamente com os de seu primo, o cardeal Francesco Saverio Apuzzo, e levados à catedral metropolitana, por iniciativa do arcebispo Gennaro Cosenza, em uma cerimônia solene e comovente. O monumento comemorativo do Cardeal Apuzzo foi pago pelo Cabido da Catedral, e o arcediago Cônego Raffaele Musone compôs seu epitáfio.